# Saverio Fabbri
Saverio Fabbri (Savv Fabb) – włoski aktor filmowy, telewizyjny, teatralny i reklamowy, producent, aktor głosowy, prezenter, youtuber, komentator krykieta i były międzynarodowy krykiecista. Od 2012 roku mieszka w Polsce.

## Wczesne lata
Urodził się 9 lipca 1986 roku w Bolonii we Włoszech w rodzinie Carli Acquarelli (1956), nauczycielki w szkole podstawowej i Fabio Fabbri (1953–2016), geodety w miejscowym ratuszu miejskim. Dorastał w prowincji Bolonia w mieście Pianoro. Już we wczesnym etapie życia rozwinął zamiłowanie do aktorstwa, języków obcych oraz komunikacji. W wieku sześciu lat wstąpił do lokalnego teatru, w którym występował przez ok. siedem lat i wziął udział w ponad 10 sztukach, m.in. Chory z urojenia i Nowe szaty króla.

## Kariera aktorska
W 2009 zadebiutował na kinowym ekranie w roli epizodycznej jako faszystowski oficer w dramacie wojennym Człowiek, który nadejdzie (L’uomo che verrà), uhonorowanym David di Donatello za najlepszy film, najlepszy producent i najlepszy dźwięk.
Wystąpił w filmie dokumentalnym HI LA (2019), wyprodukowanym i nakręconym w Los Angeles. Zagrał rolę Adamo w australijskim komediodramacie Don't Read This on a Plane (2020). Zagrał rolę handlarza zwierzętami w filmie Jerzego Skolimowskiego EO (2022), który otrzymał szereg nagród i wyróżnień, w tym Nagrodę Jury na Festiwalu Filmowym w Cannes, sześć nagród na rozdaniu Polskich Nagród Filmowych (także dla najlepszego filmu) oraz nominację do Oscara dla najlepszego filmu międzynarodowego.
W 2021 został wybrany na jurora konkursu Monologue Slam competition, organizowanego przez Fundację ETTC (English Touring Theatre Company).
Epizodycznie występował w telenoweli TVP2 Barwy szczęścia (od 2020). Zagrał w reklamach firm: Mlekpol, Bank Millennium, Provident, Aviva, Workai, Vision Express, czy Tymbark. Wystąpił w teledysku „Natale è qui: Stil Novo” (2016).
Współpracuje jako aktor i producent z Vitale Materi Video & Movie Production. Zrealizowany przez wytwórnię film Lesbian Psycho? uzyskał ponad 50 nagród i 30 nominacji na festiwalach na całym świecie.
Od 2025 roku gra w serialu Na sygnale, w którym wciela się w rolę Luigiego Oleone.

### Produkcja filmowa i kanał YouTube
Był właścicielem prywatnej wytwórni filmowej Saverio Fabbri Productions. W lipcu 2012 utworzył kanał na YouTubie, na którym co tydzień zamieszcza nowe filmy. Jego kanał do tej pory zdobył 17 milionów wyświetleń oraz 110 000 subskrypcji, z których przesłano ponad 480 filmów. W 2015 wyprodukował dwa filmy krótkometrażowe: Wyjeżdżam, aby zacząć żyć, Intimidating Monologue. W tym samym roku wstąpił do włoskojęzycznego teatru w Warszawie, w którym otrzymał główne role w dwóch sztukach teatralnych.

### Doświadczenie w Hollywood i na 40. Międzynarodowym Festiwalu Teatralnym „iNTeatro"
Został wybrany do zagrania w Hollywood Immersive 2018, gdzie przechodził przeszkolenie w Beverly Hills Playhouse w Hollywood w mieście Los Angeles. W trakcie pobytu w Hollywood nawiązał kontakt z najlepszymi trenerami, agentami, menedżerami i najistotniejszymi profesjonalistami amerykańskiego przemysłu filmowego, co skutkowało wystąpieniem przed nimi w programie wieczornym. Ten aktorski kurs zmieniono na film dokumentalny, którego realizacja przypadła na styczeń 2020.
W tym samym roku został także wybrany do wzięcia udziału na warsztatach, które są prowadzone przez Gary Stevens, będącego jednym z twórców Teletubbies w ramach przygotowań do „Uno di Noi" (Jeden z Nas) – spektaklu (stworzonego przez Stevensa) reprezentowanego na 40. Międzynarodowym Festiwalu Teatralnym „iNTeatro" w Polverigi, Ancona, we Włoszech.

## Kariera krykiecisty
Stał się rozpoznawalny jako międzynarodowy krykiecista; praworęcznym batsmanem i praworęcznym leg spin bowlerem, w 1997 roku miał swój debiut w grze w krykieta i reprezentował swoją lokalną drużynę, Pianoro Cricket Club. Ponad 10 lat później podjął decyzję o przeniesieniu się do Bologna Cricket Club i był to ostatni klub, w którym grał, aż do momentu podjęcia decyzji o wycofaniu się z krykieta.
Reprezentował Włochy podczas kilku wydarzeń, grając w przedziale wiekowym do lat 15, do lat 17 oraz do lat 19 (Mistrzostwa Europy do lat 15 w 2001 roku w Niemczech, Mistrzostwa Europy do lat 17 w 2002 roku na Gibraltarze oraz Kwalifikacyjny Turniej do lat 19 w 2003 roku w Holandii). Wziął udział także w 2002 Youth Coaching Camp, który miał miejsce w Bradfield, gdzie zdobył nagrodę dla najlepszego batsmana, po odniesieniu sukcesu na obozie jako „Najbardziej Uzdolniony Batsman oraz Bowler”.
W 2008 komentował niektóre mecze Indian Premier League jako asystent komentatora krykieta w Sky Sports we Włoszech.

## Życie prywatne
28 czerwca 2014 ożenił się z Katarzyną Agatą. Zamieszkał w Warszawie z żoną i dwiema córkami.

## Filmografia
| Rok     | Tytuł                          | Rola                           | Kategoria                                | Reżyser              | Uwagi                  |
| ------- | ------------------------------ | ------------------------------ | ---------------------------------------- | -------------------- | ---------------------- |
| 2025    | Stroke                         | Marco                          | Film eksperymentalny / horror / thriller | Nicola Vitale Materi | jest także producentem |
| od 2025 | Na Sygnale                     | Luigi Oleone                   | Polski serial telewizyjny                | różni reżyserzy      |                        |
| 2024    | Lesbian Psycho?                |                                | Film eksperymentalny / horror / thriller | Nicola Vitale Materi | jest producentem       |
| 2023    | Italian Psycho                 | Detektyw                       | Film horror / thriller                   | Matteo Piccinini     | jest także producentem |
| 2023    | Barwy szczęścia                | Paul Cane                      | Polski serial telewizyjny                | Michał Węgrzyn       |                        |
| 2022    | Io                             | Handlarz zwierzętami           | Film dramatyczny                         | Jerzy Skolimowski    |                        |
| 2021    | Hello Au Revoir                | Saverio                        |                                          | Jason Croot          |                        |
| 2020    | Don't Read This on a Plane     | Adamo                          | Film fabularny                           | Stuart McBratney     |                        |
| 2020    | Barwy szczęścia                | Agent piłkarski                | Serial telewizyjny                       | Katarzyna Lesisz     |                        |
| 2019    | HI LA (Hollywood Immersive LA) | Saverio                        | Film dokumentalny/reality show           | Lilly Dawson         |                        |
| 2018    | To Catch a Spydra              | Mafiozo                        | Film superbohaterowie                    | Matteo Piccinini     | jest także producentem |
| 2016    | Natale è qui - Stil Novo       | Saverio (rozwiedziony tata)    | Teledysk                                 |                      | jest także producentem |
| 2015    | Leaving... To Start Living     | Saverio                        | Film krótkometrażowy                     | Saverio Fabbri       | jest także producentem |
| 2015    | Intimidating Monologue         | Saverio                        | Film krótkometrażowy                     | Saverio Fabbri       | jest także producentem |
| 2009    | The Man Who Will Come          | Oficer faszystowski (figurant) | Film dramatyczny                         | Giorgio Diritti      |                        |

## Reklamy
| Rok  | Firma              | Tytuł                                                                                   | Role                                                               | Język                                    |
| ---- | ------------------ | --------------------------------------------------------------------------------------- | ------------------------------------------------------------------ | ---------------------------------------- |
| 2025 | Biedronka          | Festival Włoski w Biedronce                                                             | Włoski przyjaciel                                                  | polski i włoski                          |
| 2025 | Biedronka          | Festival Włoski w Biedronce                                                             | Gustavo                                                            | polski i włoski                          |
| 2025 | Biedronka          | Festival Włoski w Biedronce                                                             | Włoski gospodarz                                                   | polski i włoski                          |
| 2024 | Pump My Moka       | Produkt, który zrewolucjonizuje świat kawy                                              | Poszukiwacz przygód, Bogaty dżentelmen w parku, Prezenter produktu | włoski, angielski i polski               |
| 2024 | Profitroom         | Kompleksowy program dla hoteli                                                          | Barman                                                             | rola niemówiona                          |
| 2024 | Mlekpol (Rolmlecz) | Mlekpol (Rolmlecz) - Tradycyjnie od pokoleń - produkty z certyfikatem "Jakość Tradycja" | Włoski chłopak w Polsce                                            | włoski i polski                          |
| 2024 | Bank Millennium    | Otwórz Konto Millennium 360° ! - Wakacje we Włoszech                                    | Włoch w restauracji                                                | rola niemówiona                          |
| 2021 | Provident Polska   | Na szczęście MAM PLAN z Pożyczką Wynajmowaną                                            | młody tata                                                         | rola niemówiona                          |
| 2021 | Aviva              | Dokądkolwiek jedziesz, jesteśmy przy Tobie                                              | mężczyzna ze swoim samochodem                                      | rola niemówiona                          |
| 2020 | Workai             | How does workai help internal communication managers?                                   | prezenter produktu / pracownik korporacji                          | angielski                                |
| 2019 | Vision Express     | Wyprzedaż do -72% na oprawki? To aż 72 powody, by zajrzeć do Vision Express!            | znajomy kolegi śpiewającego karaoke                                | rola niemówiona                          |
| 2016 | Microsoft          | Microsoft Dynamics CRM, a software package developed by Microsoft                       | prezenter produktu (nagrywanie głosu)                              | włoski                                   |
| 2016 | Bank Millennium    | Konto 360° w Banku Millennium                                                           | pracownik banku                                                    | rola niemówiona                          |
| 2016 | Tymbark            | Tymbark Owoce Świata – 80 wzorów! VIDEO 360°                                            | sceny człowiek i mango                                             | rola niemówiona                          |
| 2016 | Italki             | Learn Languages On ITALKI!                                                              | prezenter usług                                                    | angielski                                |
| 2016 | 1byone             | Supporto Smartphone Per Bici 1byone                                                     | prezenter produktu                                                 | włoski                                   |
| 2016 | 1byone             | Altoparlante 1byone BS004                                                               | prezenter produktu                                                 | włoski                                   |
| 2016 | Brass Hat Leasing  | Brushing Your Teeth While Driving?                                                      | prezenter usług                                                    | angielski                                |
| 2016 | EntoMarket         | How to Make Cricket Flour                                                               | prezenter usług                                                    | angielski i hiszpański                   |
| 2016 | Italki             | Impara Le Lingue Con Italki                                                             | prezenter usług                                                    | włoski                                   |
| 2016 | Automobio          | Automobio - Caricabatterie Auto & Casa                                                  | prezenter produktu                                                 | włoski                                   |
| 2016 | Costie Payne       | New Single Release - „Grace & Love”                                                     | prezenter                                                          | angielski i hiszpański                   |
| 2016 | IASRE              | SMART-Repair FAIR in Germany                                                            | prezenter                                                          | hiszpański, włoski, angielski, francuski |
| 2016 | InfoDanza.com      | Flash Dance News Episodio 2                                                             | prezenter                                                          | włoski                                   |
| 2016 | InfoDanza.com      | scuole di ballo consigliate su infoDANZA.com                                            | prezenter                                                          | włoski                                   |
| 2016 | Autel              | Autel, la vostra soluzione TPMS - Eurosensor BV                                         | prezenter produktu (nagrywanie głosu)                              | włoski                                   |
| 2015 | Prima Gomma        | Scopri Prima Gomma                                                                      | prezenter usług                                                    | włoski                                   |
| 2015 | Gabby Barrett      | New song on the radio                                                                   | promotor                                                           | angielski                                |
| 2015 | QL PROMO           | QL Promo Italiano                                                                       | prezenter usług (nagrywanie głosu)                                 | włoski                                   |
| 2015 | SMARTSUPP          | IT: Smartsupp - Primo live chat con registrazione dei visitatori                        | prezenter usług (nagrywanie głosu)                                 | włoski                                   |
| 2015 | SMARTSUPP          | ES: Smartsupp - Chat en vivo gratis con grabación de visitantes                         | prezenter usług (nagrywanie głosu)                                 | hiszpański                               |
| 2015 | Interhome          | Case Vacanze (Interhome)                                                                | prezenter usług (nagrywanie głosu)                                 | włoski                                   |
| 2009 | Wind               | Wind Telecomunicazioni SpA TV commercial                                                | dodatkowe / dubler                                                 | rola niemówiona                          |

## Teatr
| Rok       | Tytuł                                                        | Role                                                     | Język     |
| --------- | ------------------------------------------------------------ | -------------------------------------------------------- | --------- |
| 2018      | Doug and Jim's Talk, z filmu Miasto złodziei (ang. The Town) | Doug                                                     | Angielski |
| 2018      | Uno di Noi – Gary Stevens                                    | Saverio                                                  | Włoski    |
| 2015      | Il Professore di Pianoforte - Georges Feydeau                | Il Professore di pianoforte (nauczyciel fortepanu)       | Włoski    |
| 2015      | La mamma a Varsavia                                          | Omar                                                     | Włoski    |
| 1995–2005 | Teatro Stabile Le Rose                                       | Wiele ról                                                | Włoski    |
| 1994      | Il Vestito dell'Imperatore                                   | Il Primo Ministro raffreddato (Premier z przeziębieniem) | Włoski    |

## Teledyski
| Rok  | Tytuł          | Wykonawca | Rola    |
| ---- | -------------- | --------- | ------- |
| 2016 | „Natale è qui” | Stil Novo | Saverio |